# Ericymba amplamala
Ericymba amplamala är en fiskart som först beskrevs av Pera och Jonathan W. Armbruster 2006.  Ericymba amplamala ingår i släktet Ericymba och familjen karpfiskar. Inga underarter finns listade i Catalogue of Life.